# Liste der TSYD-Kupası-Spiele (Istanbul)
Diese Liste führt die Spiele um den Pokal des Türkischen Sportjournalisten-Vereins aus Istanbul auf.
Der TSYD-Pokal wurde von 1963 bis 1999 alljährlich ausgetragen, lediglich 1968 fand der Wettbewerb nicht statt. Seit dem Jahr 2000 wird der Wettbewerb auf Wunsch der Istanbuler Vereine nicht mehr ausgetragen. Rekordsieger sind mit je 12 Pokalsiegen Beşiktaş Istanbul, Fenerbahçe Istanbul und Galatasaray Istanbul. In den Jahren 1975 und 1976 nahm Trabzonspor als Gastmannschaft teil.
Bei den Siegermannschaften wurden die Spieler berücksichtigt, welche zum Einsatz kamen.

## 1963
| Rang | Verein               | Sp. | S | U | N | Tore | Diff. | Punkte |
| ---- | -------------------- | --- | - | - | - | ---- | ----- | ------ |
| 1.   | Galatasaray Istanbul | 3   | 2 | 1 | 0 | 5:1  | +4    | 5      |
| 2.   | Beşiktaş Istanbul    | 3   | 2 | 1 | 0 | 5:2  | +3    | 5      |
| 3.   | Beykozspor           | 2   | 0 | 0 | 2 | 1:4  | −3    | 0      |
| 4.   | Beyoğluspor          | 2   | 0 | 0 | 2 | 0:4  | −4    | 0      |

| 10. August 1963      |   |                   |           |
| Galatasaray Istanbul | – | Beyoğluspor       | 3:0 (1:0) |
| 10. August 1963      |   |                   |           |
| Beşiktaş Istanbul    | – | Beykozspor        | 3:1 (1:1) |
| 11. August 1963      |   |                   |           |
| Beşiktaş Istanbul    | – | Beyoğluspor       | 1:0 (1:0) |
| 11. August 1963      |   |                   |           |
| Galatasaray Istanbul | – | Beykozspor        | 1:0 (1:0) |
| 11. August 1963      |   |                   |           |
| Galatasaray Istanbul | – | Beşiktaş Istanbul | 1:1 (1:1) |

Die Siegermannschaft von Galatasaray Istanbul
| 1. | Galatasaray Istanbul |
|    | - Tor: Turgay Şeren (3/–); Bülent Gürbüz (2/–) - Abwehr: Candemir Berkman (3/0); Doğan Sel (2/–) - Mittelfeld: Mustafa Yürür (3/1); Talat Özkarslı (3/–); Ergun Ercins (3/–); Bahri Altıntabak (2/–); Erol Boralı (2/–); Ahmet Karlıklı (1/–) - Angriff: Ahmet Berman (3/–); Kadri Aytaç (3/–); Tarık Kutver (3/1); Ergin Gürses (3/–); Benan Öney (3/–); Metin Oktay (2/3); İbrahim Ünal (2/–); Uğur Köken (2/–); Nuri Asan (1/–) - Trainer: Gündüz Kılıç |

## 1964
| Rang | Verein               | Sp. | S | U | N | Tore | Diff. | Punkte |
| ---- | -------------------- | --- | - | - | - | ---- | ----- | ------ |
| 1.   | Beşiktaş Istanbul    | 2   | 1 | 1 | 0 | 3:2  | +1    | 3      |
| 2.   | Galatasaray Istanbul | 2   | 0 | 2 | 0 | 3:3  | ±0    | 2      |
| 3.   | Fenerbahçe Istanbul  | 2   | 0 | 1 | 1 | 1:2  | −1    | 1      |

| 19. August 1964      |   |                      |           |
| Fenerbahçe Istanbul  | – | Galatasaray Istanbul | 1:1 (0:1) |
| 23. August 1964      |   |                      |           |
| Beşiktaş Istanbul    | – | Fenerbahçe Istanbul  | 1:0 (0:0) |
| 30. August 1964      |   |                      |           |
| Galatasaray Istanbul | – | Beşiktaş Istanbul    | 2:2 (1:0) |

Die Siegermannschaft von Beşiktaş Istanbul
| 1. | Beşiktaş Istanbul |
|    | - Tor: Necmi Mutlu (2/–) - Abwehr: Fehmi Sağınoğlu (2/–); Yavuz Çoker (2/–) - Mittelfeld: Suat Mamat (2/–); Kaya Köstepen (2/–); Muhittin Kıpçak (2/–) - Angriff: Ahmet Özacar (2/1); Coşkun Ehlidil (2/–); Sanlı Sarıalioğlu (2/1); Yusuf Tunaoğlu (2/–); Güven Önüt (2/1); Mustafa Güven (2/–) - Trainer: Ljubiša Spajić ( Jugoslawien) |

## 1965
| Rang | Verein               | Sp. | S | U | N | Tore | Diff. | Punkte |
| ---- | -------------------- | --- | - | - | - | ---- | ----- | ------ |
| 1.   | Beşiktaş Istanbul    | 2   | 1 | 1 | 0 | 5:3  | +2    | 3      |
| 2.   | Fenerbahçe Istanbul  | 2   | 1 | 1 | 0 | 3:2  | +1    | 3      |
| 3.   | Galatasaray Istanbul | 2   | 0 | 0 | 2 | 1:4  | −3    | 0      |

| 18. August 1965      |   |                      |           |
| Galatasaray Istanbul | – | Fenerbahçe Istanbul  | 0:1 (0:1) |
| 25. August 1965      |   |                      |           |
| Beşiktaş Istanbul    | – | Galatasaray Istanbul | 3:1 (1:1) |
| 28. September 1965   |   |                      |           |
| Fenerbahçe Istanbul  | – | Beşiktaş Istanbul    | 2:2 (2:2) |

Die Siegermannschaft von Beşiktaş Istanbul
| 1. | Beşiktaş Istanbul |
|    | - Tor: Necmi Mutlu (1/–); Sabri Dino (2/–) - Abwehr: Fehmi Sağınoğlu (2/–); Yavuz Çoker (2/–) - Mittelfeld: Suat Mamat (1/–); Kaya Köstepen (2/–); Cevdet Çetinkaya (2/–); Süreyya Özkefe (2/–); Yusuf Katırcıoğlu (2/–); Sami Şenol (1/–) - Angriff: Ahmet Özacar (2/2); Coşkun Ehlidil (2/–); Yusuf Tunaoğlu (1/–); Ender İçten (2/–); Ahmet Şahin (2/2); Fethi Türkeş (2/–); Rahmi Orbay (2/–) - Trainer: Ljubiša Spajić ( Jugoslawien) |

## 1966
| Rang | Verein               | Sp. | S | U | N | Tore | Diff. | Punkte |
| ---- | -------------------- | --- | - | - | - | ---- | ----- | ------ |
| 1.   | Galatasaray Istanbul | 2   | 2 | 0 | 0 | 2:0  | +2    | 4      |
| 2.   | Beşiktaş Istanbul    | 2   | 1 | 0 | 1 | 4:1  | +3    | 2      |
| 3.   | Fenerbahçe Istanbul  | 2   | 0 | 0 | 2 | 0:5  | −5    | 0      |

| 23. November 1966    |   |                      |           |
| Galatasaray Istanbul | – | Beşiktaş Istanbul    | 1:0 (1:0) |
| 1. Dezember 1966     |   |                      |           |
| Fenerbahçe Istanbul  | – | Galatasaray Istanbul | 0:1 (0:1) |
| 7. Dezember 1966     |   |                      |           |
| Beşiktaş Istanbul    | – | Fenerbahçe Istanbul  | 4:0 (2:0) |

Die Siegermannschaft von Galatasaray Istanbul
| 1. | Galatasaray Istanbul |
|    | - Tor: Bülent Gürbüz (2/–) - Abwehr: Doğan Sel (2/–); Ergün Acuner (2/–); Tuncer İnceler (2/–); Bekir Türkgeldi (1/–) - Mittelfeld: Mustafa Yürür (2/–); Talat Özkarslı (2/–); Bahri Altıntabak (1/–); Turan Doğangün (2/–) - Angriff: Tarık Kutver (2/–); Ergin Gürses (2/1); Yılmaz Gökdel (2/1); Ayhan Elmastaşoğlu (1/–); Vladimir Nikolovski (1/–) - Trainer: Gündüz Kılıç |

## 1967
| Rang | Verein               | Sp. | S | U | N | Tore | Diff. | Punkte |
| ---- | -------------------- | --- | - | - | - | ---- | ----- | ------ |
| 1.   | Galatasaray Istanbul | 2   | 2 | 0 | 0 | 3:1  | +2    | 4      |
| 2.   | Beşiktaş Istanbul    | 2   | 1 | 0 | 1 | 1:1  | ±0    | 2      |
| 3.   | Fenerbahçe Istanbul  | 2   | 0 | 0 | 2 | 1:3  | −2    | 0      |

| 20. August 1967      |   |                      |           |
| Galatasaray Istanbul | – | Beşiktaş Istanbul    | 1:0 (0:0) |
| 23. August 1967      |   |                      |           |
| Fenerbahçe Istanbul  | – | Galatasaray Istanbul | 1:2 (1:1) |
| 30. August 1967      |   |                      |           |
| Beşiktaş Istanbul    | – | Fenerbahçe Istanbul  | 1:0 (0:0) |

Die Siegermannschaft von Galatasaray Istanbul
| 1. | Galatasaray Istanbul |
|    | - Tor: Yasin Özdenak (2/–) - Abwehr: Doğan Sel (2/–); Ergün Acuner (2/–); Ercan Aktuna (2/–); Yılmaz Şen (2/–); Erdal Tuncer (2/–) - Mittelfeld: Talat Özkarslı (2/–); Turan Doğangün (2/1); Selim Soydan (2/–); Onursal Uraz (2/–) - Angriff: Yılmaz Gökdel (2/–); Ayhan Elmastaşoğlu (2/2); Metin Oktay (2/–); Uğur Köken (2/–); Gökmen Özdenak (1/–) - Trainer: Bülent Eken |

## 1968
1968 fand die TSYD Kupası nicht statt.

## 1969
| Rang | Verein               | Sp. | S | U | N | Tore | Diff. | Punkte |
| ---- | -------------------- | --- | - | - | - | ---- | ----- | ------ |
| 1.   | Fenerbahçe Istanbul  | 2   | 1 | 1 | 0 | 1:0  | +1    | 3      |
| 2.   | Galatasaray Istanbul | 2   | 0 | 2 | 0 | 1:1  | ±0    | 2      |
| 3.   | Beşiktaş Istanbul    | 2   | 0 | 1 | 1 | 1:2  | −1    | 1      |

| 30. August 1969      |   |                      |           |
| Fenerbahçe Istanbul  | – | Beşiktaş Istanbul    | 1:0 (0:0) |
| 3. September 1969    |   |                      |           |
| Galatasaray Istanbul | – | Fenerbahçe Istanbul  | 0:0       |
| 6. September 1969    |   |                      |           |
| Beşiktaş Istanbul    | – | Galatasaray Istanbul | 1:1 (1:1) |

Die Siegermannschaft von Fenerbahçe Istanbul
| 1. | Fenerbahçe Istanbul |
|    | - Tor: Ilie Datcu (2/–) - Abwehr: Numan Okumuş (2/–); Ercan Aktuna (2/–); Yılmaz Şen (2/–); Levent Engineri (2/–); Serkan Acar (2/–) - Mittelfeld: Ion Nunweiller (2/1); Fuat Saner (2/–) - Angriff: Can Bartu (2/–); Ogün Altıparmak (2/–); Abdullah Çevrim (2/–); Zeki Temizer (2/–) - Trainer: Traian Ionescu ( Rumänien) |

## 1970
| Rang | Verein               | Sp. | S | U | N | Tore | Diff. | Punkte |
| ---- | -------------------- | --- | - | - | - | ---- | ----- | ------ |
| 1.   | Galatasaray Istanbul | 2   | 1 | 1 | 0 | 4:1  | +3    | 3      |
| 2.   | Beşiktaş Istanbul    | 2   | 0 | 2 | 0 | 1:1  | ±0    | 2      |
| 3.   | Fenerbahçe Istanbul  | 2   | 0 | 1 | 1 | 0:3  | −3    | 1      |

| 19. August 1970      |   |                      |           |
| Fenerbahçe Istanbul  | – | Beşiktaş Istanbul    | 0:0       |
| 23. August 1970      |   |                      |           |
| Beşiktaş Istanbul    | – | Galatasaray Istanbul | 1:1 (0:1) |
| 26. August 1970      |   |                      |           |
| Galatasaray Istanbul | – | Fenerbahçe Istanbul  | 3:0 (1:0) |

Die Siegermannschaft von Galatasaray Istanbul
| 1. | Galatasaray Istanbul |
|    | - Tor: Yasin Özdenak (2/–) - Abwehr: Ergün Acuner (2/–); Muzaffer Sipahi (2/–); Tuncay Temeller (2/–); Ekrem Günalp (2/–); Samim Yağız (2/–); - Mittelfeld: Aydın Güleş (2/–); Ahmet Akkuş (2/–); Savaş Yarbay (1/1) - Angriff: Ayhan Elmastaşoğlu (2/–); Uğur Köken (2/–); Gökmen Özdenak (2/1); Metin Kurt (2/1); Suphi Soylu (2/1) - Trainer: Brian Birch ( England) |

## 1971
| Rang | Verein               | Sp. | S | U | N | Tore | Diff. | Punkte |
| ---- | -------------------- | --- | - | - | - | ---- | ----- | ------ |
| 1.   | Beşiktaş Istanbul    | 2   | 1 | 1 | 0 | 1:0  | +1    | 3      |
| 2.   | Galatasaray Istanbul | 2   | 1 | 0 | 1 | 1:1  | ±0    | 2      |
| 3.   | Fenerbahçe Istanbul  | 2   | 0 | 1 | 1 | 0:1  | −1    | 1      |

| 8. August 1971       |   |                      |           |
| Fenerbahçe Istanbul  | – | Beşiktaş Istanbul    | 0:0       |
| 11. August 1971      |   |                      |           |
| Galatasaray Istanbul | – | Fenerbahçe Istanbul  | 1:0 (0:0) |
| 15. August 1971      |   |                      |           |
| Beşiktaş Istanbul    | – | Galatasaray Istanbul | 1:0 (1:0) |

Die Siegermannschaft von Beşiktaş Istanbul
| 1. | Beşiktaş Istanbul |
|    | - Tor: Aydın Samancılar (1/–); Sabri Dino (2/–) - Abwehr: Ergün Acuner (2/–); Zekeriya Alp (2/–); İhsan Özbek (2/–) - Mittelfeld: Muzaffer Etçil (2/–); Vedat Okay (2/–); Mustafa Kefeli (2/–) - Angriff: Yusuf Tunaoğlu (2/–); Faruk Karadoğan (2/–); Sanlı Sarıalioğlu (2/–); Nihat Yayöz (2/1); Davut Şahin (2/–) - Trainer: Gündüz Kılıç |

## 1972
| Rang | Verein               | Sp. | S | U | N | Tore | Diff. | Punkte |
| ---- | -------------------- | --- | - | - | - | ---- | ----- | ------ |
| 1.   | Beşiktaş Istanbul    | 2   | 1 | 1 | 0 | 2:1  | +1    | 3      |
| 2.   | Galatasaray Istanbul | 2   | 0 | 2 | 0 | 0:0  | ±0    | 2      |
| 3.   | Fenerbahçe Istanbul  | 2   | 0 | 1 | 1 | 1:2  | −1    | 1      |

| 16. August 1972      |   |                      |           |
| Fenerbahçe Istanbul  | – | Galatasaray Istanbul | 0:0       |
| 19. August 1972      |   |                      |           |
| Beşiktaş Istanbul    | – | Fenerbahçe Istanbul  | 2:1 (0:0) |
| 15. August 1972      |   |                      |           |
| Galatasaray Istanbul | – | Beşiktaş Istanbul    | 0:0       |

Die Siegermannschaft von Beşiktaş Istanbul
| 1. | Beşiktaş Istanbul |
|    | - Tor: Aydın Samancılar (2/–) - Abwehr: Ergün Acuner (2/–); Zekeriya Alp (2/–); Ahmet Börtücene (2/–); Tayfun Kalkavan (1/–) - Mittelfeld: Mustafa Kefeli (2/–); Kahraman Kartaloğlu (2/–); Sami Şenol (2/–); Bülent Albal (2/–) - Angriff: Yusuf Tunaoğlu (1/–); Sanlı Sarıalioğlu (2/1); Nihat Yayöz (2/1); Kayhan Karakuş (2/–); Tommy Lindholm (2/1); Tuğrul Şener (1/–) - Trainer: Abdulah Gegić ( Jugoslawien) |

## 1973
| Rang | Verein               | Sp. | S | U | N | Tore | Diff. | Punkte |
| ---- | -------------------- | --- | - | - | - | ---- | ----- | ------ |
| 1.   | Fenerbahçe Istanbul  | 2   | 1 | 1 | 0 | 5:3  | +2    | 3      |
| 2.   | Beşiktaş Istanbul    | 2   | 1 | 0 | 1 | 3:4  | −1    | 2      |
| 3.   | Galatasaray Istanbul | 2   | 0 | 1 | 1 | 3:4  | −1    | 1      |

| 4. August 1973       |   |                      |           |
| Beşiktaş Istanbul    | – | Galatasaray Istanbul | 2:1 (1:1) |
| 11. August 1973      |   |                      |           |
| Galatasaray Istanbul | – | Fenerbahçe Istanbul  | 2:2 (0:1) |
| 12. August 1973      |   |                      |           |
| Fenerbahçe Istanbul  | – | Beşiktaş Istanbul    | 3:1 (2:0) |

Die Siegermannschaft von Fenerbahçe Istanbul
| 1. | Fenerbahçe Istanbul |
|    | - Tor: Ilie Datcu (2/–) - Abwehr: Timuçin Çuğ (2/–); Alpaslan Eratlı (2/1); Yılmaz Şen (2/–); Şükrü Birand (1/–); Serkan Acar (1/–); Niyazi Gülseven (1/–) - Mittelfeld: Ersoy Sandalcı (2/1); Ziya Şengül (2/–); İbrahim Ejder (2/1); Cevher Özer (2/–); Selahattin Karasu (1/–) - Angriff: Cemil Turan (2/1); Osman Arpacıoğlu (2/–); Mustafa Kaplakaslan (2/–) - Trainer: Didi ( Brasilien) |

## 1974
| Rang | Verein               | Sp. | S | U | N | Tore | Diff. | Punkte |
| ---- | -------------------- | --- | - | - | - | ---- | ----- | ------ |
| 1.   | Beşiktaş Istanbul    | 2   | 2 | 0 | 0 | 6:4  | +2    | 4      |
| 2.   | Fenerbahçe Istanbul  | 2   | 1 | 0 | 1 | 6:6  | ±0    | 2      |
| 3.   | Galatasaray Istanbul | 2   | 0 | 0 | 2 | 1:3  | −2    | 0      |

| 3. August 1974       |   |                      |           |
| Fenerbahçe Istanbul  | – | Galatasaray Istanbul | 2:1 (1:1) |
| 10. August 1974      |   |                      |           |
| Galatasaray Istanbul | – | Beşiktaş Istanbul    | 0:1 (0:0) |
| 11. August 1974      |   |                      |           |
| Beşiktaş Istanbul    | – | Fenerbahçe Istanbul  | 5:4 (2:1) |

Die Siegermannschaft von Beşiktaş Istanbul
| 1. | Beşiktaş Istanbul |
|    | - Tor: Mete Bozkurt (2/–) - Abwehr: Zekeriya Alp (2/–); Ahmet Börtücene (2/–); Niko Kovi (2/–); Lütfü Isıgöllü (2/–) - Mittelfeld: Kahraman Kartaloğlu (2/–); Vedat Okyar (2/–); Ünal Tombulel (1/–) - Angriff: Sanlı Sarıalioğlu (2/–); Tuğrul Şener (2/1); Mesut Şen (2/–); Tezcan Ozan (2/–); Dorde Milic (2/–); Sinan Alayoğlu (1/3) - Trainer: Metin Türel |

## 1975
| Rang | Verein               | Sp. | S | U | N | Tore | Diff. | Punkte |
| ---- | -------------------- | --- | - | - | - | ---- | ----- | ------ |
| 1.   | Fenerbahçe Istanbul  | 3   | 3 | 0 | 0 | 6:1  | +5    | 6      |
| 2.   | Galatasaray Istanbul | 3   | 1 | 0 | 2 | 7:6  | +1    | 2      |
| 3.   | Trabzonspor          | 3   | 1 | 0 | 2 | 3:4  | −1    | 2      |
| 4.   | Beşiktaş Istanbul    | 3   | 1 | 0 | 2 | 3:8  | −5    | 2      |

| 6. August 1975       |   |                      |           |
| Fenerbahçe Istanbul  | – | Trabzonspor          | 1:0 (0:0) |
| Galatasaray Istanbul | – | Beşiktaş Istanbul    | 5:1 (3:1) |
| 9. August 1975       |   |                      |           |
| Beşiktaş Istanbul    | – | Trabzonspor          | 2:1 (0:1) |
| Fenerbahçe Istanbul  | – | Galatasaray Istanbul | 3:1 (1:0) |
| 16. August 1975      |   |                      |           |
| Trabzonspor          | – | Galatasaray Istanbul | 2:1 (1:0) |
| Fenerbahçe Istanbul  | – | Beşiktaş Istanbul    | 2:0 (2:0) |

Die Siegermannschaft von Fenerbahçe Istanbul
| 1. | Fenerbahçe Istanbul |
|    | - Tor: Adil Eriç (3/–); Yavuz Şimşek (1/–) - Abwehr: Alpaslan Eratlı (3/1); Yılmaz Şen (3/–); Yenal Kaçıra (3/–); Sabahattin Erbuğa (2/–) - Mittelfeld: Selahattin Karasu (1/–); Raşit Karasu (3/–); Zafer Göncüler (2/–); Nevruz Şerif (2/–) - Angriff: Cemil Turan (3/–); Osman Arpacıoğlu (3/1); Engin Verel (3/1); Ömer Kaner (3/3); Ender Konca (2/–); Arif Aydın Çelik (2/–) - Trainer: Didi ( Brasilien) |

## 1976
| Rang | Verein              | Sp. | S | U | N | Tore | Diff. | Punkte |
| ---- | ------------------- | --- | - | - | - | ---- | ----- | ------ |
| 1.   | Fenerbahçe Istanbul | 3   | 2 | 0 | 1 | 7:2  | +5    | 4      |
| 2.   | Trabzonspor         | 3   | 1 | 2 | 0 | 1:0  | +1    | 4      |
| 3.   | Beşiktaş Istanbul   | 3   | 1 | 1 | 1 | 1:1  | ±0    | 3      |
| 4.   | Adanaspor           | 3   | 0 | 1 | 2 | 1:7  | −6    | 1      |

| 1. August 1976      |   |                     |           |
| Fenerbahçe Istanbul | – | Adanaspor           | 6:1 (1:0) |
| Beşiktaş Istanbul   | – | Trabzonspor         | 0:0       |
| 4. August 1976      |   |                     |           |
| Trabzonspor         | – | Fenerbahçe Istanbul | 1:0 (0:0) |
| Beşiktaş Istanbul   | – | Adanaspor           | 1:0 (0:0) |
| 5. August 1976      |   |                     |           |
| Adanaspor           | – | Trabzonspor         | 0:0       |
| Fenerbahçe Istanbul | – | Beşiktaş Istanbul   | 1:0 (1:0) |

Die Siegermannschaft von Fenerbahçe Istanbul
| 1. | Fenerbahçe Istanbul |
|    | - Tor: Adil Eriç (3/–) - Abwehr: Alpaslan Eratlı (3/–); Yenal Kaçıra (3/–); Sabahattin Erbuğa (3/–); Cem Pamiroğlu (3/–) - Mittelfeld: Zafer Göncüler (2/–); Nevruz Şerif (2/–); Ersoy Sandalcı (3/–); - Angriff: Cemil Turan (3/1); Engin Verel (3/4); Ömer Kaner (3/–); Ender Konca (3/–); Arif Aydın Çelik (3/2); Atilla Kalkavan (1/–) - Trainer: Didi ( Brasilien) |

## 1977
| Rang | Verein               | Sp. | S | U | N | Tore | Diff. | Punkte |
| ---- | -------------------- | --- | - | - | - | ---- | ----- | ------ |
| 1.   | Galatasaray Istanbul | 2   | 1 | 0 | 1 | 5:2  | +3    | 2      |
| 2.   | Fenerbahçe Istanbul  | 2   | 1 | 0 | 1 | 2:3  | −1    | 2      |
| 3.   | Beşiktaş Istanbul    | 2   | 1 | 0 | 1 | 2:4  | −2    | 2      |

| 10. August 1977      |   |                      |           |
| Galatasaray Istanbul | – | Beşiktaş Istanbul    | 4:0 (3:0) |
| 12. August 1977      |   |                      |           |
| Beşiktaş Istanbul    | – | Fenerbahçe Istanbul  | 2:0 (2:0) |
| 14. August 1977      |   |                      |           |
| Fenerbahçe Istanbul  | – | Galatasaray Istanbul | 2:1 (0:0) |

Die Siegermannschaft von Galatasaray Istanbul
| 1. | Galatasaray Istanbul |
|    | - Tor: Nihat Akbay (2/–); Bahattin Demircan (1/–) - Abwehr: Erdoğan Arıca (2/–); Fatih Terim (2/–); Güngör Tekin (2/1); Cüneyt Tanman (1/–); Rıdvan Kılıç (1/–) - Mittelfeld: Gürcan Aday (1/1); Mehmet Oğuz (2/–); Turgay İnal (1/–) - Angriff: Gökmen Özdenak (2/1); Öner Kılıç (2/1); Murat Kandil (2/–); Tacettin Ergürsel (2/1); Şükrü Tetik (2/1) - Trainer: Malcolm Allison ( England) |

## 1978
| Rang | Verein               | Sp. | S | U | N | Tore | Diff. | Punkte |
| ---- | -------------------- | --- | - | - | - | ---- | ----- | ------ |
| 1.   | Fenerbahçe Istanbul  | 2   | 1 | 0 | 1 | 1:0  | +1    | 3      |
| 2.   | Galatasaray Istanbul | 2   | 1 | 0 | 1 | 1:1  | ±0    | 2      |
| 3.   | Beşiktaş Istanbul    | 2   | 0 | 1 | 1 | 0:1  | −1    | 1      |

| 9. August 1978       |   |                      |           |
| Fenerbahçe Istanbul  | – | Galatasaray Istanbul | 1:0 (0:0) |
| 11. August 1978      |   |                      |           |
| Galatasaray Istanbul | – | Beşiktaş Istanbul    | 1:0 (1:0) |
| 13. August 1978      |   |                      |           |
| Beşiktaş Istanbul    | – | Fenerbahçe Istanbul  | 0:0       |

Die Siegermannschaft von Fenerbahçe Istanbul
| 1. | Fenerbahçe Istanbul |
|    | - Tor: Radmilo Ivančević (2/–) - Abwehr: Cem Pamiroğlu (2/–); Onur Kayador (2/–); Raşit Çetiner (2/–); Coşkun Demirbakan (2/–); Erol Togay (2/–); Erhan Altın (1/–) - Mittelfeld: Önder Mustafaoğlu (2/–) - Angriff: Cemil Turan (2/1); Engin Verel (2/–); Tuna Güneysu (2/–); Ali Kemal Denizci (2/–); Şevki Şenlen (2/–); Bahri Kaya (1/–) - Trainer: Necdet Niş |

## 1979
| Rang | Verein               | Sp. | S | U | N | Tore | Diff. | Punkte |
| ---- | -------------------- | --- | - | - | - | ---- | ----- | ------ |
| 1.   | Fenerbahçe Istanbul  | 2   | 1 | 0 | 1 | 1:0  | +1    | 3      |
| 2.   | Galatasaray Istanbul | 2   | 1 | 0 | 1 | 2:2  | ±0    | 2      |
| 3.   | Beşiktaş Istanbul    | 2   | 0 | 1 | 1 | 1:2  | −1    | 1      |

| 15. August 1979      |   |                      |           |
| Galatasaray Istanbul | – | Beşiktaş Istanbul    | 2:1 (1:1) |
| 17. August 1979      |   |                      |           |
| Fenerbahçe Istanbul  | – | Galatasaray Istanbul | 1:0 (0:0) |
| 19. August 1979      |   |                      |           |
| Beşiktaş Istanbul    | – | Fenerbahçe Istanbul  | 0:0       |

Die Siegermannschaft von Fenerbahçe Istanbul
| 1. | Fenerbahçe Istanbul |
|    | - Tor: Adem İbrahimoğlu (2/–) - Abwehr: Cem Pamiroğlu (2/–); Onur Kayador (2/–); Raşit Çetiner (2/1); Yaşar Yiğit (2/–); Erol Togay (2/–); Emin İlhan (1/–) - Mittelfeld: Önder Mustafaoğlu (2/–) - Angriff: Cemil Turan (2/–); Tuna Güneysu (2/–); Ali Kemal Denizci (1/–); Şevki Şenlen (2/–); Selçuk Yula (2/–) - Trainer: Şükrü Ersoy |

## 1980
| Rang | Verein               | Sp. | S | U | N | Tore | Diff. | Punkte |
| ---- | -------------------- | --- | - | - | - | ---- | ----- | ------ |
| 1.   | Fenerbahçe Istanbul  | 2   | 2 | 0 | 0 | 6:0  | +6    | 4      |
| 2.   | Beşiktaş Istanbul    | 2   | 0 | 1 | 1 | 1:2  | −1    | 1      |
| 3.   | Galatasaray Istanbul | 2   | 0 | 1 | 1 | 1:6  | −5    | 1      |

| 16. August 1980      |   |                      |           |
| Fenerbahçe Istanbul  | – | Galatasaray Istanbul | 5:0 (3:0) |
| 17. August 1980      |   |                      |           |
| Galatasaray Istanbul | – | Beşiktaş Istanbul    | 1:1 (0:1) |
| 5. August 1981       |   |                      |           |
| Beşiktaş Istanbul    | – | Fenerbahçe Istanbul  | 0:1 (0:1) |

Die Siegermannschaft von Fenerbahçe Istanbul
| 1. | Fenerbahçe Istanbul |
|    | - Tor: Adem İbrahimoğlu (1/–); Yaşar Duran (1/–); Fikret Karakadıoğlu (1/–) - Abwehr: Cem Pamiroğlu (2/–); Onur Kayador (2/–); Raşit Çetiner (1/1); Yaşar Yiğit (1/–); Erol Togay (1/–); Erdoğan Arıca (1/–); Müjdat Yetkiner (2/–); Alpaslan Eratlı (2/–); Hüseyin Çelik (1/–); Güngör Tekin (1/–) - Mittelfeld: Önder Mustafaoğlu (1/–); Arif Kocabıyık (1/–); İsa Ertürk (1/–); Osman Denizci (1/–); Hasan Yıldızeli (1/–); Mustafa Suat Akdereli (1/–) - Angriff: Tuna Güneysu (1/–); Ali Kemal Denizci (2/1); Selçuk Yula (2/2); Mustafa Arabacıbaşı (2/1); Zafer Dinçer (1/–); Bahtiyar Yorulmaz (1/–) - Trainer: Friedel Rausch ( Deutschland) |

## 1981
| Rang | Verein               | Sp. | S | U | N | Tore | Diff. | Punkte |
| ---- | -------------------- | --- | - | - | - | ---- | ----- | ------ |
| 1.   | Galatasaray Istanbul | 2   | 1 | 1 | 0 | 4:2  | +2    | 3      |
| 2.   | Fenerbahçe Istanbul  | 2   | 1 | 1 | 0 | 3:2  | +1    | 3      |
| 3.   | Beşiktaş Istanbul    | 2   | 0 | 0 | 2 | 0:3  | −3    | 0      |

| 8. August 1981       |   |                      |           |
| Galatasaray Istanbul | – | Beşiktaş Istanbul    | 2:0 (0:0) |
| 9. August 1981       |   |                      |           |
| Beşiktaş Istanbul    | – | Fenerbahçe Istanbul  | 0:1 (0:0) |
| 12. August 1981      |   |                      |           |
| Fenerbahçe Istanbul  | – | Galatasaray Istanbul | 2:2 (1:1) |

Die Siegermannschaft von Galatasaray Istanbul
| 1. | Galatasaray Istanbul |
|    | - Tor: Haydar Erdoğan (2/–) - Abwehr: Fatih Terim (2/–); Cüneyt Tanman (2/–); Raşit Çetiner (2/–); Sefer Karaer (2/–); Ali Çoban (2/1); Fettah Dindar (2/–) - Mittelfeld: Mustafa Ergücü (2/–); Cengiz Yazıcıoğlu (2/–); Mustafa Turgat (2/–); Metin Yıldız (1/–) - Angriff: Öner Kılıç (1/–); Bülent Alkılıç (2/1); Ayhan Akbin (2/–) - Trainer: Brian Birch ( England) |

## 1982
| Rang | Verein               | Sp. | S | U | N | Tore | Diff. | Punkte |
| ---- | -------------------- | --- | - | - | - | ---- | ----- | ------ |
| 1.   | Fenerbahçe Istanbul  | 2   | 2 | 0 | 0 | 3:1  | +2    | 4      |
| 2.   | Galatasaray Istanbul | 2   | 0 | 1 | 1 | 1:2  | −1    | 1      |
| 3.   | Beşiktaş Istanbul    | 2   | 0 | 1 | 1 | 0:1  | −1    | 1      |

| 18. August 1982      |   |                      |           |
| Beşiktaş Istanbul    | – | Galatasaray Istanbul | 0:0       |
| 21. August 1982      |   |                      |           |
| Fenerbahçe Istanbul  | – | Beşiktaş Istanbul    | 1:0 (0:0) |
| 22. August 1982      |   |                      |           |
| Galatasaray Istanbul | – | Fenerbahçe Istanbul  | 1:2 (0:1) |

Die Siegermannschaft von Fenerbahçe Istanbul
| 1. | Fenerbahçe Istanbul |
|    | - Tor: Yaşar Duran (2/–) - Abwehr: Cem Pamiroğlu (2/–); Onur Kayador (2/–); Erdoğan Arıca (2/–); Müjdat Yetkiner (2/–); Alpaslan Eratlı (2/–); Mehmet Hacıoğlu (2/–); Suat Günal (1/–) - Mittelfeld: Arif Kocabıyık (2/1); Osman Denizci (2/–); Özcan Kızıltan (2/–) - Angriff: Selçuk Yula (2/1); Mustafa Arabacıbaşı (1/–); Zafer Dinçer (1/–); Muhamed Ibrahimbegović (2/1); Sertaç Olcayto (1/–) - Trainer: Branko Stanković ( Jugoslawien) |

## 1983
| Rang | Verein               | Sp. | S | U | N | Tore | Diff. | Punkte |
| ---- | -------------------- | --- | - | - | - | ---- | ----- | ------ |
| 1.   | Beşiktaş Istanbul    | 2   | 2 | 0 | 0 | 6:3  | +3    | 4      |
| 2.   | Fenerbahçe Istanbul  | 2   | 0 | 1 | 1 | 3:4  | −1    | 1      |
| 3.   | Galatasaray Istanbul | 2   | 0 | 1 | 1 | 2:4  | −2    | 1      |

| 13. August 1983      |   |                      |           |
| Fenerbahçe Istanbul  | – | Galatasaray Istanbul | 1:1 (0:0) |
| 14. August 1983      |   |                      |           |
| Beşiktaş Istanbul    | – | Fenerbahçe Istanbul  | 3:2 (3:2) |
| 17. August 1983      |   |                      |           |
| Galatasaray Istanbul | – | Beşiktaş Istanbul    | 1:3 (0:1) |

Die Siegermannschaft von Beşiktaş Istanbul
| 1. | Beşiktaş Istanbul |
|    | - Tor: Adem İbrahimoğlu (2/–) - Abwehr: Samet Aybaba (2/–); Reşat Sarı (2/–); Süleyman Oktay (2/–); Zlatan Arnavutovic (2/–); Ulvi Güveneroğlu (1/–); Kadir Akbulut (1/–); Haluk Serenli (1/–) - Mittelfeld: Ziya Doğan (2/3); Haluk Çakar (2/–); Metin Tekin (1/1); Rıza Çalımbay (1/–) - Angriff: Necdet Ergün (2/1); Dževad Šećerbegović (2/–); Kenan Oktay (2/–); Feyyaz Uçar (1/–); Fikret Demirer (1/1) - Trainer: Đorđe Milić ( Jugoslawien) |

## 1984
| Rang | Verein               | Sp. | S | U | N | Tore | Diff. | Punkte |
| ---- | -------------------- | --- | - | - | - | ---- | ----- | ------ |
| 1.   | Beşiktaş Istanbul    | 2   | 0 | 2 | 0 | 1:1  | ±0    | 2      |
| 2.   | Galatasaray Istanbul | 2   | 0 | 2 | 0 | 1:1  | ±0    | 2      |
| 3.   | Fenerbahçe Istanbul  | 2   | 0 | 2 | 0 | 0:0  | ±0    | 2      |

| 15. August 1984      |   |                      |           |
| Beşiktaş Istanbul    | – | Galatasaray Istanbul | 1:1 (0:1) |
| 18. August 1984      |   |                      |           |
| Fenerbahçe Istanbul  | – | Beşiktaş Istanbul    | 0:0       |
| 19. August 1984      |   |                      |           |
| Galatasaray Istanbul | – | Fenerbahçe Istanbul  | 0:0       |

Die Siegermannschaft von Beşiktaş Istanbul
| 1. | Beşiktaş Istanbul |
|    | - Tor: Zafer Öğer (2/–) - Abwehr: Samet Aybaba (2/–); Ulvi Güveneroğlu (1/–); Kadir Akbulut (2/–); Haluk Serenli (2/–); Hüsamettin Gökçen (1/–) - Mittelfeld: Metin Tekin (2/–); Rıza Çalımbay (1/–); Serdar Bali (2/–) - Angriff: Necdet Ergün (2/–); Dževad Šećerbegović (2/–); Kenan Oktay (1/–); Fikret Demirer (2/–); Ali Gültiken (2/–); Mersad Kovačević (2/1) - Trainer: Branko Stanković ( Jugoslawien) |

## 1985
| Rang | Verein               | Sp. | S | U | N | Tore | Diff. | Punkte |
| ---- | -------------------- | --- | - | - | - | ---- | ----- | ------ |
| 1.   | Fenerbahçe Istanbul  | 2   | 1 | 1 | 0 | 2:0  | +2    | 3      |
| 2.   | Beşiktaş Istanbul    | 2   | 0 | 2 | 0 | 2:2  | ±0    | 2      |
| 3.   | Galatasaray Istanbul | 2   | 0 | 1 | 1 | 2:4  | −2    | 1      |

| 17. August 1985      |   |                      |           |
| Fenerbahçe Istanbul  | – | Galatasaray Istanbul | 2:0 (1:0) |
| 18. August 1985      |   |                      |           |
| Galatasaray Istanbul | – | Beşiktaş Istanbul    | 2:2 (1:1) |
| 21. August 1985      |   |                      |           |
| Beşiktaş Istanbul    | – | Fenerbahçe Istanbul  | 0:0       |

Die Siegermannschaft von Fenerbahçe Istanbul
| 1. | Fenerbahçe Istanbul |
|    | - Tor: Yaşar Duran (2/–) - Abwehr: Cem Pamiroğlu (1/–); Onur Kayador (1/–); Erdoğan Arıca (2/–); Müjdat Yetkiner (2/–); İsmail Kartal (2/–); Abdülkerim Durmaz (2/–) - Mittelfeld: Önder Çakar (2/1); Tuğrul Duru (2/–); Hasan Kemal Özdemir (1/–); Hüseyin Çakıroğlu (1/–) - Angriff: Şenol Çorlu (2/1); Dušan Pešić (2/–); Zafer Tüzün (1/–); İlyas Tüfekçi (1/–) - Trainer: Kálmán Mészöly ( Ungarn) |

## 1986
| Rang | Verein               | Sp. | S | U | N | Tore | Diff. | Punkte |
| ---- | -------------------- | --- | - | - | - | ---- | ----- | ------ |
| 1.   | Fenerbahçe Istanbul  | 2   | 1 | 1 | 0 | 5:2  | +3    | 3      |
| 2.   | Galatasaray Istanbul | 2   | 0 | 2 | 0 | 4:4  | ±0    | 2      |
| 3.   | Beşiktaş Istanbul    | 2   | 0 | 1 | 1 | 2:5  | −3    | 1      |

| 13. August 1986      |   |                      |           |
| Galatasaray Istanbul | – | Fenerbahçe Istanbul  | 2:2 (0:2) |
| 18. August 1986      |   |                      |           |
| Beşiktaş Istanbul    | – | Galatasaray Istanbul | 2:2 (0:0) |
| 21. August 1986      |   |                      |           |
| Fenerbahçe Istanbul  | – | Beşiktaş Istanbul    | 3:0 (1:0) |

Die Siegermannschaft von Fenerbahçe Istanbul
| 1. | Fenerbahçe Istanbul |
|    | - Tor: Živan Ljukovčan (2/–) - Abwehr: Cem Pamiroğlu (1/–); Müjdat Yetkiner (1/–); İsmail Kartal (2/–); Abdülkerim Durmaz (2/–); Sedat Karaoğlu (2/–) - Mittelfeld: Önder Çakar (2/1); Hasan Kemal Özdemir (2/–); Yüksel Kepoğlu (2/–); Osman Denizci (1/–), Telat Üzüm (1/–) - Angriff: Şenol Çorlu (2/2); Dušan Pešić (2/–); Zafer Tüzün (2/1); Kayhan Kaynak (2/1); Aykut Yiğit (2/–); Birol Altın (2/–); Erdoğan Yılmaz (1/1) - Trainer: Branko Stanković ( Jugoslawien) |

## 1987
| Rang | Verein               | Sp. | S | U | N | Tore | Diff. | Punkte |
| ---- | -------------------- | --- | - | - | - | ---- | ----- | ------ |
| 1.   | Galatasaray Istanbul | 2   | 1 | 0 | 1 | 4:4  | ±0    | 3      |
| 2.   | Fenerbahçe Istanbul  | 2   | 1 | 0 | 1 | 3:3  | ±0    | 3      |
| 3.   | Beşiktaş Istanbul    | 2   | 1 | 0 | 1 | 2:2  | ±0    | 3      |

| 5. August 1987       |   |                      |           |
| Beşiktaş Istanbul    | – | Galatasaray Istanbul | 2:1 (0:1) |
| 8. August 1987       |   |                      |           |
| Galatasaray Istanbul | – | Fenerbahçe Istanbul  | 3:2 (1:0) |
| 9. August 1987       |   |                      |           |
| Fenerbahçe Istanbul  | – | Beşiktaş Istanbul    | 1:0 (0:0) |

Die Siegermannschaft von Galatasaray Istanbul
| 1. | Galatasaray Istanbul |
|    | - Tor: Zoran Simović (2/–) - Abwehr: Erhan Önal (2/–); Semih Yuvakuran (2/–); İsmail Demiriz (2/–) - Mittelfeld: Savaş Koç (2/–); Muhammet Altıntaş (2/–); Savaş Demiral (2/–); Arif Kocabıyık (2/–); Tugay Kerimoğlu (1/–); Dževat Prekazi (1/–) - Angriff: Bülent Alkılıç (2/–); Uğur Tütüneker (2/–); Tanju Çolak (2/3); Mersad Kovačević (1/1) - Trainer: Mustafa Denizli |

## 1988
| Rang | Verein               | Sp. | S | U | N | Tore | Diff. | Punkte |
| ---- | -------------------- | --- | - | - | - | ---- | ----- | ------ |
| 1.   | Beşiktaş Istanbul    | 2   | 1 | 1 | 0 | 4:3  | +1    | 4      |
| 2.   | Galatasaray Istanbul | 2   | 1 | 0 | 1 | 2:1  | +1    | 3      |
| 3.   | Fenerbahçe Istanbul  | 2   | 0 | 0 | 2 | 2:2  | ±0    | 0      |

| 10. August 1988      |   |                      |           |
| Fenerbahçe Istanbul  | – | Beşiktaş Istanbul    | 2:3 (2:1) |
| 13. August 1988      |   |                      |           |
| Galatasaray Istanbul | – | Fenerbahçe Istanbul  | 1:0 (0:0) |
| 14. August 1988      |   |                      |           |
| Beşiktaş Istanbul    | – | Galatasaray Istanbul | 1:1 (1:0) |

Die Siegermannschaft von Beşiktaş Istanbul
| 1. | Beşiktaş Istanbul |
|    | - Tor: Rade Zalad (2/–) - Abwehr: Ulvi Güveneroğlu (2/–); Kadir Akbulut (2/–); Recep Çetin (2/–); Gökhan Keskin (2/–); Şenol Fidan (2/1); Bünyamin Süral (1/–) - Mittelfeld: Rıza Çalımbay (2/–); Zeki Önatlı (2/2); Mehmet Özdilek (2/–); Turan Uzun (1/–) - Angriff: Feyyaz Uçar (2/–); Les Ferdinand (2/1); Saffet Sancaklı (1/–) - Trainer: Gordon Milne ( England) |

## 1989
| Rang | Verein               | Sp. | S | U | N | Tore | Diff. | Punkte |
| ---- | -------------------- | --- | - | - | - | ---- | ----- | ------ |
| 1.   | Beşiktaş Istanbul    | 2   | 2 | 0 | 0 | 5:2  | +3    | 6      |
| 2.   | Galatasaray Istanbul | 2   | 1 | 0 | 1 | 2:3  | −1    | 3      |
| 3.   | Fenerbahçe Istanbul  | 2   | 0 | 0 | 2 | 1:3  | −2    | 0      |

| 16. August 1989      |   |                      |           |
| Galatasaray Istanbul | – | Fenerbahçe Istanbul  | 1:0 (0:0) |
| 19. August 1989      |   |                      |           |
| Fenerbahçe Istanbul  | – | Beşiktaş Istanbul    | 1:2 (1:1) |
| 23. August 1989      |   |                      |           |
| Beşiktaş Istanbul    | – | Galatasaray Istanbul | 3:1 (1:0) |

Die Siegermannschaft von Beşiktaş Istanbul
| 1. | Beşiktaş Istanbul |
|    | - Tor: Engin İpekoğlu (2/–) - Abwehr: Ulvi Güveneroğlu (2/–); Kadir Akbulut (2/–); Recep Çetin (2/–); Gökhan Keskin (2/–); Şenol Fidan (2/1) - Mittelfeld: Rıza Çalımbay (2/1); Mehmet Özdilek (2/1); Turan Uzun (2/–); Halim Okta (2/1); Alan Walsh (2/–); Ian Wilson (1/–) - Angriff: Feyyaz Uçar (2/–); Ali Gültiken (2/1) - Trainer: Gordon Milne ( England) |

## 1990
| Rang | Verein               | Sp. | S | U | N | Tore | Diff. | Punkte |
| ---- | -------------------- | --- | - | - | - | ---- | ----- | ------ |
| 1.   | Beşiktaş Istanbul    | 2   | 1 | 1 | 0 | 5:4  | +1    | 4      |
| 2.   | Fenerbahçe Istanbul  | 2   | 1 | 0 | 1 | 6:4  | +2    | 3      |
| 3.   | Galatasaray Istanbul | 2   | 0 | 1 | 1 | 1:5  | −3    | 1      |

| 8. August 1990       |   |                      |           |
| Beşiktaş Istanbul    | – | Fenerbahçe Istanbul  | 2:1 (0:0) |
| 11. August 1990      |   |                      |           |
| Fenerbahçe Istanbul  | – | Galatasaray Istanbul | 5:2 (4:2) |
| 12. August 1990      |   |                      |           |
| Galatasaray Istanbul | – | Beşiktaş Istanbul    | 3:3 (1:2) |

Die Siegermannschaft von Beşiktaş Istanbul
| 1. | Beşiktaş Istanbul |
|    | - Tor: Engin İpekoğlu (2/–) - Abwehr: Ulvi Güveneroğlu (2/–); Kadir Akbulut (2/–); Recep Çetin (1/–); Gökhan Keskin (2/–); Şenol Fidan (2/1) - Mittelfeld: Rıza Çalımbay (2/–); Mehmet Özdilek (2/2); Turan Uzun (1/–); Alan Walsh (2/–); Zeki Önatlı (2/–); Metin Tekin (2/1) - Angriff: Feyyaz Uçar (2/–); Ali Gültiken (2/1); Saffet Sancaklı (1/–) - Trainer: Gordon Milne ( England) |

## 1991
| Rang | Verein               | Sp. | S | U | N | Tore | Diff. | Punkte |
| ---- | -------------------- | --- | - | - | - | ---- | ----- | ------ |
| 1.   | Galatasaray Istanbul | 2   | 2 | 0 | 0 | 5:3  | +2    | 6      |
| 2.   | Beşiktaş Istanbul    | 2   | 1 | 0 | 1 | 6:4  | +2    | 3      |
| 3.   | Fenerbahçe Istanbul  | 2   | 0 | 0 | 2 | 2:6  | −4    | 0      |

| 14. August 1991      |   |                      |           |
| Galatasaray Istanbul | – | Beşiktaş Istanbul    | 3:2 (3:1) |
| 17. August 1991      |   |                      |           |
| Beşiktaş Istanbul    | – | Fenerbahçe Istanbul  | 4:1 (2:0) |
| 18. August 1991      |   |                      |           |
| Fenerbahçe Istanbul  | – | Galatasaray Istanbul | 1:2 (0:0) |

Die Siegermannschaft von Galatasaray Istanbul
| 1. | Galatasaray Istanbul |
|    | - Tor: Hayrettin Demirbaş (2/–) - Abwehr: İsmail Demiriz (2/–); Hamza Hamzaoğlu (2/–); Yusuf Altıntaş (2/1); Bülent Korkmaz (1/–); Marek Godlewski (1/–) - Mittelfeld: Muhammet Altıntaş (2/–); Savaş Demiral (1/–); Tugay Kerimoğlu (2/–); Tayfun Hut (2/–); Metin Yıldız (1/–); Mustafa Yücedağ (1/–) - Angriff: Uğur Tütüneker (1/–); Iosif Rotariu (2/–); Erdal Keser (2/3); Arif Erdem (1/–); Şevket Candar (1/–); Roman Kosecki (1/1) - Trainer: Mustafa Denizli |

## 1992
| Rang | Verein               | Sp. | S | U | N | Tore | Diff. | Punkte |
| ---- | -------------------- | --- | - | - | - | ---- | ----- | ------ |
| 1.   | Galatasaray Istanbul | 2   | 2 | 0 | 0 | 6:4  | +2    | 6      |
| 2.   | Beşiktaş Istanbul    | 2   | 1 | 0 | 1 | 5:3  | +2    | 3      |
| 3.   | Fenerbahçe Istanbul  | 2   | 0 | 0 | 2 | 2:6  | −4    | 0      |

| 12. August 1992      |   |                      |           |
| Galatasaray Istanbul | – | Beşiktaş Istanbul    | 3:2 (2:1) |
| 15. August 1992      |   |                      |           |
| Beşiktaş Istanbul    | – | Fenerbahçe Istanbul  | 3:0 (0:0) |
| 16. August 1992      |   |                      |           |
| Fenerbahçe Istanbul  | – | Galatasaray Istanbul | 2:3 (2:1) |

Die Siegermannschaft von Galatasaray Istanbul
| 1. | Galatasaray Istanbul |
|    | - Tor: Hayrettin Demirbaş (2/–) - Abwehr: İsmail Demiriz (2/–); Hamza Hamzaoğlu (2/–); Yusuf Altıntaş (1/–); Bülent Korkmaz (2/–) - Mittelfeld: Tugay Kerimoğlu (2/–); Tayfun Hut (1/–); Suat Kaya (2/–); Mustafa Kocabey (2/–); Okan Buruk (2/2); Falko Götz (2/2) - Angriff: Uğur Tütüneker (1/–); Erdal Keser (2/–); Arif Erdem (1/–); Şevket Candar (2/1); Hakan Şükür (2/1) - Trainer: Karl-Heinz Feldkamp ( Deutschland) |

## 1993
| Rang | Verein               | Sp. | S | U | N | Tore | Diff. | Punkte |
| ---- | -------------------- | --- | - | - | - | ---- | ----- | ------ |
| 1.   | Beşiktaş Istanbul    | 2   | 1 | 1 | 0 | 5:2  | +3    | 4      |
| 2.   | Fenerbahçe Istanbul  | 2   | 0 | 2 | 0 | 3:3  | ±0    | 2      |
| 3.   | Galatasaray Istanbul | 2   | 0 | 1 | 1 | 3:6  | −3    | 1      |

| 18. August 1990      |   |                      |           |
| Beşiktaş Istanbul    | – | Galatasaray Istanbul | 4:1 (2:0) |
| 21. August 1990      |   |                      |           |
| Galatasaray Istanbul | – | Fenerbahçe Istanbul  | 2:2 (2:1) |
| 22. August 1990      |   |                      |           |
| Fenerbahçe Istanbul  | – | Beşiktaş Istanbul    | 1:1 (1:1) |

Die Siegermannschaft von Beşiktaş Istanbul
| 1. | Beşiktaş Istanbul |
|    | - Tor: Zafer Öğer (2/–) - Abwehr: Ulvi Güveneroğlu (2/–); Gökhan Keskin (2/–); Alpay Özalan (2/–); Mutlu Topçu (2/–); Ali Günçar (2/–) - Mittelfeld: Rıza Çalımbay (2/–); Mehmet Özdilek (1/–); Metin Tekin (1/–); Sergen Yalçın (2/2); Fani Madida (2/–); Francesco Manassero (2/–); Yusuf Tokaç (1/–) - Angriff: Feyyaz Uçar (1/1); Ali Gültiken (2/–); Oktay Derelioğlu (2/1) - Trainer: Gordon Milne ( England) |

## 1994
| Rang | Verein               | Sp. | S | U | N | Tore | Diff. | Punkte |
| ---- | -------------------- | --- | - | - | - | ---- | ----- | ------ |
| 1.   | Fenerbahçe Istanbul  | 2   | 2 | 0 | 0 | 7:4  | +3    | 6      |
| 2.   | Galatasaray Istanbul | 2   | 1 | 0 | 1 | 7:6  | +1    | 3      |
| 3.   | Beşiktaş Istanbul    | 2   | 0 | 0 | 2 | 3:7  | −4    | 0      |

| 3. August 1994       |   |                      |           |
| Fenerbahçe Istanbul  | – | Galatasaray Istanbul | 4:3 (1:1) |
| 5. August 1994       |   |                      |           |
| Galatasaray Istanbul | – | Beşiktaş Istanbul    | 4:2 (2:1) |
| 6. August 1994       |   |                      |           |
| Beşiktaş Istanbul    | – | Fenerbahçe Istanbul  | 1:3 (0:1) |

Die Siegermannschaft von Fenerbahçe Istanbul
| 1. | Fenerbahçe Istanbul |
|    | - Tor: Engin İpekoğlu (2/–) - Abwehr: Müjdat Yetkiner (1/–); Emre Aşık (2/–); İlker Yağcıoğlu (2/2); Semih Yuvakuran (2/–); Nuri Kamburoğlu (1/–) - Mittelfeld: Tayfur Havutçu (2/–); Toprak Kırtoğlu (2/–); Bülent Uygun (2/2); Kemalettin Şentürk (2/–); Brian Steen Nielsen (2/–); Oğuz Çetin (2/1); Mecnur Çolak (2/2); Aygün Taşkıran (1/–); Hakan Tecimer (1/–) - Angriff: Ali Nail Durmuş (1/–); Aykut Kocaman (1/–); Frank Pingel (1/–) - Trainer: Holger Osieck ( Deutschland) |

## 1995
| Rang | Verein               | Sp. | S | U | N | Tore | Diff. | Punkte |
| ---- | -------------------- | --- | - | - | - | ---- | ----- | ------ |
| 1.   | Fenerbahçe Istanbul  | 2   | 2 | 0 | 0 | 5:1  | +4    | 6      |
| 2.   | Beşiktaş Istanbul    | 2   | 1 | 0 | 1 | 3:2  | +1    | 3      |
| 3.   | Galatasaray Istanbul | 2   | 0 | 0 | 2 | 1:6  | −5    | 0      |

| 2. August 1995       |   |                      |           |
| Galatasaray Istanbul | – | Fenerbahçe Istanbul  | 1:3 (1:1) |
| 4. August 1995       |   |                      |           |
| Beşiktaş Istanbul    | – | Galatasaray Istanbul | 3:0 (2:0) |
| 5. August 1995       |   |                      |           |
| Fenerbahçe Istanbul  | – | Beşiktaş Istanbul    | 2:0 (1:0) |

Die Siegermannschaft von Fenerbahçe Istanbul
| 1. | Fenerbahçe Istanbul |
|    | - Tor: Rüştü Reçber (2/–) - Abwehr: İlker Yağcıoğlu (2/–); Uche Okechukwu (2/–); Erol Bulut (2/1); Halil İbrahim Kara (2/–); Jes Høgh (2/–); Saffet Akbaş (1/–) - Mittelfeld: Bülent Uygun (2/1); Kemalettin Şentürk (2/–); Oğuz Çetin (2/–); Tayfun Korkut (2/–) - Angriff: Aykut Kocaman (1/1); Tarık Daşgün (2/–); Elvir Bolić (2/2); Feyyaz Uçar (2/–); Saffet Sancaklı (1/1); Dalian Atkinson (1/–) - Trainer: Carlos Alberto Parreira ( Brasilien) |

## 1996
| Rang | Verein               | Sp. | S | U | N | Tore | Diff. | Punkte |
| ---- | -------------------- | --- | - | - | - | ---- | ----- | ------ |
| 1.   | Beşiktaş Istanbul    | 2   | 1 | 1 | 0 | 5:3  | +2    | 4      |
| 2.   | Fenerbahçe Istanbul  | 2   | 1 | 1 | 0 | 4:2  | +2    | 4      |
| 3.   | Galatasaray Istanbul | 2   | 0 | 0 | 2 | 1:5  | −4    | 0      |

| 24. Juli 1996        |   |                      |           |
| Fenerbahçe Istanbul  | – | Galatasaray Istanbul | 2:0 (1:0) |
| 27. Juli 1996        |   |                      |           |
| Galatasaray Istanbul | – | Beşiktaş Istanbul    | 1:3 (0:3) |
| 28. Juli 1996        |   |                      |           |
| Beşiktaş Istanbul    | – | Fenerbahçe Istanbul  | 2:2 (1:1) |

Die Siegermannschaft von Beşiktaş Istanbul
| 1. | Beşiktaş Istanbul |
|    | - Tor: Marjan Mrmić (2/–) - Abwehr: Alpay Özalan (2/–); Ali Günçar (2/–); Sinan Demircioğlu (2/–); Erkan Avseren (2/–); Recep Çetin (2/–); Slatko Jankow (2/–) - Mittelfeld: Mehmet Özdilek (2/1); Metin Tekin (2/–); Sergen Yalçın (2/3); Emrah Eren (1/–) - Angriff: Oktay Derelioğlu (2/–); Serdar Topraktepe (2/–); Ertuğrul Sağlam (2/–); Orhan Kaynak (2/–); Salih Sabri Akkaya (2/–); Sertan Eser (1/–) - Trainer: Rasim Kara |

## 1997
| Rang | Verein               | Sp. | S | U | N | Tore | Diff. | Punkte |
| ---- | -------------------- | --- | - | - | - | ---- | ----- | ------ |
| 1.   | Galatasaray Istanbul | 2   | 2 | 0 | 0 | 10:2 | +8    | 6      |
| 2.   | Fenerbahçe Istanbul  | 2   | 1 | 0 | 1 | 4:4  | ±0    | 3      |
| 3.   | Beşiktaş Istanbul    | 2   | 0 | 0 | 2 | 0:8  | −8    | 0      |

| 16. Juli 1997        |   |                      |           |
| Fenerbahçe Istanbul  | – | Beşiktaş Istanbul    | 2:0 (1:0) |
| 18. Juli 1997        |   |                      |           |
| Beşiktaş Istanbul    | – | Galatasaray Istanbul | 0:6 (0:2) |
| 20. Juli 1997        |   |                      |           |
| Galatasaray Istanbul | – | Fenerbahçe Istanbul  | 4:2 (2:0) |

Die Siegermannschaft von Galatasaray Istanbul
| 1. | Galatasaray Istanbul |
|    | - Tor: Volkan Kilimci (2/–) - Abwehr: Bülent Korkmaz (1/–); Ergün Penbe (2/–); Hakan Ünsal (2/2); Ümit Davala (2/1); Vedat İnceefe (2/–); Fatih Akyel (2/–); Adnan İlgin (2/–) - Mittelfeld: Tugay Kerimoğlu (2/–); Suat Kaya (2/2); Ceyhun Eriş (2/–); Emre Belözoğlu (2/–); Iulian Filipescu (2/–); Osman Coşkun (2/–); Gheorghe Hagi (1/1) - Angriff: Arif Erdem (2/–); Adrian Ilie (1/3) - Trainer: Fatih Terim |

## 1998
| Rang | Verein               | Sp. | S | U | N | Tore | Diff. | Punkte |
| ---- | -------------------- | --- | - | - | - | ---- | ----- | ------ |
| 1.   | Galatasaray Istanbul | 2   | 1 | 1 | 0 | 4:1  | +3    | 4      |
| 2.   | Beşiktaş Istanbul    | 2   | 1 | 1 | 0 | 3:1  | +2    | 4      |
| 3.   | Fenerbahçe Istanbul  | 2   | 0 | 0 | 2 | 2:7  | −5    | 0      |

| 26. Juli 1998        |   |                      |           |
| Fenerbahçe Istanbul  | – | Galatasaray Istanbul | 1:4 (1:1) |
| 1. August 1998       |   |                      |           |
| Beşiktaş Istanbul    | – | Fenerbahçe Istanbul  | 3:1 (0:1) |
| 2. Augugt 1998       |   |                      |           |
| Galatasaray Istanbul | – | Beşiktaş Istanbul    | 0:0       |

Die Siegermannschaft von Galatasaray Istanbul
| 1. | Galatasaray Istanbul |
|    | - Tor: Mehmet Bölükbaşı (1/–); Cláudio Taffarel (1/–) - Abwehr: Bülent Korkmaz (2/–); Ergün Penbe (2/–); Hakan Ünsal (2/–); Vedat İnceefe (2/–); Fatih Akyel (2/–); Alper Tezcan (1/–); Gheorghe Popescu (1/–) - Mittelfeld: Tugay Kerimoğlu (2/–); Suat Kaya (2/–); Emre Belözoğlu (2/–); Iulian Filipescu (1/–); Osman Coşkun (2/–); Gheorghe Hagi (1/–); Okan Buruk (2/–); Hasan Şaş (1/2); Osman Coşkun (1/–) - Angriff: Arif Erdem (2/1); Hakan Şükür (2/–); Burak Akdiş (1/–) - Trainer: Fatih Terim |

## 1999
| Rang | Verein               | Sp. | S | U | N | Tore | Diff. | Punkte |
| ---- | -------------------- | --- | - | - | - | ---- | ----- | ------ |
| 1.   | Galatasaray Istanbul | 2   | 1 | 1 | 0 | 2:1  | +1    | 4      |
| 2.   | Fenerbahçe Istanbul  | 2   | 0 | 2 | 0 | 1:1  | ±0    | 2      |
| 3.   | Beşiktaş Istanbul    | 2   | 0 | 1 | 1 | 0:1  | −1    | 1      |

| 20. Juli 1999        |   |                      |           |
| Beşiktaş Istanbul    | – | Fenerbahçe Istanbul  | 0:0       |
| 22. Juli 1999        |   |                      |           |
| Galatasaray Istanbul | – | Beşiktaş Istanbul    | 1:0 (0:0) |
| 24. Juli 1999        |   |                      |           |
| Fenerbahçe Istanbul  | – | Galatasaray Istanbul | 1:1 (0:1) |

Die Siegermannschaft von Galatasaray Istanbul
| 1. | Galatasaray Istanbul |
|    | - Tor: Cláudio Taffarel (2/–) - Abwehr: Bülent Korkmaz (1/–); Ergün Penbe (1/–); Hakan Ünsal (2/1); Fatih Akyel (2/–); Gheorghe Popescu (2/–); Ümit Davala (2/–); Ahmet Yıldırım (1/–); Emrah Eren (1/–) - Mittelfeld: Tugay Kerimoğlu (1/–); Suat Kaya (2/–); Emre Belözoğlu (2/–); Gheorghe Hagi (2/1); Okan Buruk (2/–); Sergen Yalçın (2/–); Mehmet Yozgatlı (2/–); Tolunay Kafkas (1/–) - Angriff: Arif Erdem (2/–); Hakan Şükür (2/–); Burak Akdiş (1/–); Saffet Akyüz (1/–) - Trainer: Fatih Terim |